# دفترچه بسیج اقتصادی
دفترچه بسیج اقتصادی یا به اختصار دفترچه بسیج یکی از تمهیداتی بود که در دوران جنگ ایران و عراق برای مقابله با مشکلات ناشی از جنگ مانند قحطی و گرانی کالا وضع شد. خانواده‌های ایرانی، برای خرید برخی کالاها، باید دفترچه بسیج خود را به فروشگاه تعاونی ارائه می‌کردند و مهر دریافت آن کالا در دفترچه زده می‌شد. توزیع دفترچه برعهده مساجد هر محل بود.
مبدع دفترچه بسیج اقتصادی، میرمصطفی عالی‌نسب بود.